# Manilkara salzmannii
Manilkara salzmannii är en tvåhjärtbladig växtart som först beskrevs av A.Dc., och fick sitt nu gällande namn av Herman Johannes Lam. Manilkara salzmannii ingår i släktet Manilkara och familjen Sapotaceae. Inga underarter finns listade i Catalogue of Life.